# Дарт Вейдер в українській політиці

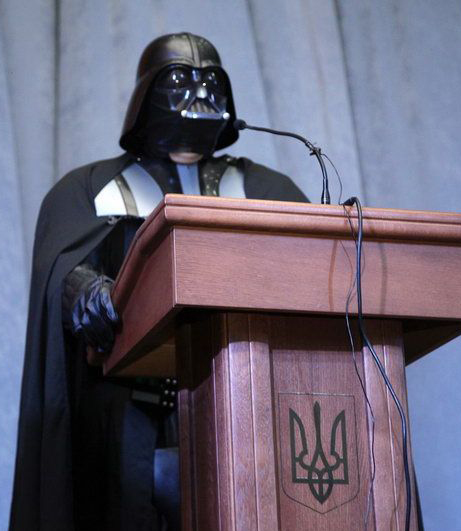
Персонаж виголошує «передвиборчу програму»

Образ персонажа кіноепопеї «Зоряні війни» Дарта Вейдера з'явився в українській політиці в листопаді 2012 року. Відтоді особи з іменем «Дарт Вейдер» стали головою «Інтернет партії України», балотувалися на виборах міських голів Одеси і Києва, виборах Президента України та парламентських виборах в Україні 2014 року. 

## Діяльність
14 лютого 2011 року людина в костюмі Дарта Вейдера подала заяву в Одеську міськраду на отримання безкоштовних 10 соток землі. За його словами, він дізнався, що міськрада безкоштовно виділяє землю на прибережних схилах, і прийшов за ділянкою й для себе, обґрунтувавши це так:
Згодом з'ясувалося, що під маскою «правої руки Палпатіна» був одеський громадський діяч Жан Ніколаєнко. Ідея зародилася із жартівливого зауваження одного із політиків Одеси, що корупція у міськраді така, що там навіть Дарту Вейдеру видали б державний акт на землю. За початковою ідеєю, ніхто не мав би знати справжньої особи під маскою Дарта Вейдера, але Жану Ніколаєнку довелося зняти шолом при оформленні документів. На парламентських виборах в Україні 2012 року Ніколаєнко був головою виборчої комісії та представляв кандидата в народні депутати по виборчому округу № 133 від Партії Регіонів Олексія Гончаренка.
У липні 2012 року людина в костюмі Вейдера із бензопилою та групою людей, до якої входили депутати Одеської обласної ради Олексій Гончаренко та Олексій Потапський, «боролась» проти незаконних автостоянок поблизу одеських пляжів.
28 жовтня 2012 року, під час парламентських виборів в Україні, особі в костюмі Дарта Вейдера відмовили видати бюлетень на виборчій дільниці через його відмову зняти шолом. За словами чоловіка, він не міг зняти шолом, оскільки без нього він загине:
Одразу після інциденту персонаж почав агітувати виборців проголосувати за свого сина Люка Скайвокера, хоча такої особи у бюлетені не було. Неподалік чоловік у костюмі Чубакки також агітував виборців проголосувати за Скайвокера. Однак, за повідомленнями ЗМІ, на тих самих виборах саме Дарт Вейдер був однією з найпопулярніших осіб, серед вказаних на зіпсованих бюлетенях в Одесі.
Після виборів 2012 року, у Києві з'явився білборд із зображенням Дарта Вейдера з рукою на серці, написом «Дякую за довіру!» та символікою «Інтернет партії України», в чому деякі журналісти угледіли натяк на подібні рекламні щити «Партії регіонів», що здобула найбільшу кількість мандатів.
Станом на листопад 2012, Дарт Вейдер був першим заступником голови так званої «Інтернет партії України». У грудні 2012 року він роздавав киянам на Майдані Незалежності «набір для кінця світу», в який входили сіль, мило, сірники, туалетний папір, презервативи, електролампочки, а також диски з операційною системою Ubuntu та евакуаційні талони.
26 лютого 2013 року Дарт Вейдер, перший заступник голови «Інтернет партії України», в оточенні десятка людей у білих костюмах «клонів» із «Зоряних війн», намагалися передати Міністру юстиції України повний пакет документів, що підтверджують легітимність його партії. Місяць до того, 23 січня 2013 року, суд ухвалив рішення про ліквідацію «Інтернет партії України» через відсутність у політсили регіональних організацій.
3 квітня 2014 року ЦВК відмовила в реєстрації кандидату у президенти України Дарту Вейдеру. 7 квітня він звернувся до адміністративного суду Києва з вимогою відновити його у правах як кандидата у президенти та покарати осіб, що «незаконно позбавили його конституційного права бути обраним». 12 квітня Апеляційний суд відмовив йому у праві брати участь у виборах.
28 квітня 2014 стало відомо, що Вейдер подав документи в Одеську територіальну виборчу комісію на реєстрацію кандидатом на посаду міського голови. Разом з тим, 30 квітня 2014 Київська міська територіальна виборча комісія зареєструвала кандидатом у мери Києва першого заступника глави «Інтернет партії України» Дарта Вейдера.
На виборах нардепів 2014 року Дарт Вейдер очолив виборчий список «Інтернет партії України». Разом із ним у першій п'ятірці списку балотувалися громадяни України Імператор Палпатін, Степан Чубакка, Падме Амідала та Магістр Йода.
У вересні 2015 року члени партії «Блок Дарта Вейдера» висунули Дарта Вейдера в кандидати на пост міського голови Одеси. У разі перемоги висуванець пообіцяв зробити ремонт у кабінеті мера та поставити пластикові вікна у всьому будинку мерії.

## Кандидати
Існує багато кандидатів у народні депутати України та на інші політичні посади України з ім'ям Дарт Вейдер. Зокрема на парламентських виборах в Україні 2014 року зареєстровано 13 осіб із таким ім'ям та прізвищем. У квітні 2014 року повідомлялося, що кандидатами на пост міських голів Одеси й Києва було зареєстровано Дарта Миколайовича та Дарта Вікторовича Вейдерів відповідно, у той час як до Київської міської ради балотувався Дарт Олексійович.
На місцевих виборах в Україні 2015 року Одеська міська виборча комісія зареєструвала список кандидатів у депутати міської ради від політичної партії «Блок Дарта Вейдера», у якому із 48 осіб 44 мали ім'я та прізвище Дарт Вейдер.
Серед осіб з ім'ям Дарт Вейдер, які висувалися на значні політичні посади в Україні, зокрема такі:
| ПІБ                       | Дата народження  | Дані про кандидата | Вибори, в яких брав участь                                                          | Результат    | Місце        |
| ------------------------- | ---------------- | --- | ----------------------------------------------------------------------------------- | ------------ | ------------ |
| Вейдер Дарт Андрійович    | 1 листопада 1992 | освіта загальна середня, безробітний, безпартійний, киянин                                                                      | Парламентські вибори в Україні 2014, самовисування, ОВК № 221 (Київ)                | 2,60%        | 9 з 21       |
| Вейдер Дарт Васильович    | 4 серпня 1989    | освіта загальна середня, безробітний, безпартійний, киянин                                                                      | Парламентські вибори в Україні 2014, самовисування, ОВК № 213 (Київ)                | 1,69%        | 9 з 13       |
| Вейдер Дарт Вікторович    | 4 жовтня 1987    | освіта загальна середня, директор ПП «Флексенд», директор ТОВ «Темна сторона сили», член «Інтернет партії України», киянин      | Вибори Київського міського голови 2014, «Інтернет партія України»                   | 1,61%        | 10 з 18      |
| Вейдер Дарт Вікторович    | 4 жовтня 1987    | освіта загальна середня, директор ПП «Флексенд», директор ТОВ «Темна сторона сили», член «Інтернет партії України», киянин      | Парламентські вибори в Україні 2014, № 1 у списку «Інтернет партії України»         | 0,36%        | 15 з 29      |
| Вейдер Дарт Вікторович    | 4 жовтня 1987    | освіта вища, директор ТОВ «Темна сторона сили», член «Блоку Дарта Вейдера», киянин                                              | Парламентські вибори в Україні 2019, «Блок Дарта Вейдера», ОВК № 135 (Одеса)        | 1,71%        | 9 з 22       |
| Вейдер Дарт Віталійович   | 9 вересня 1988   | освіта загальна середня, безробітний, безпартійний, киянин                                                                      | Парламентські вибори в Україні 2014, самовисування, ОВК № 220 (Київ)                | 1,42%        | 8 з 23       |
| Вейдер Дарт Володимирович | 22 квітня 1979   | освіта загальна середня, безробітний, безпартійний, киянин                                                                      | Парламентські вибори в Україні 2014, самовисування, ОВК № 212 (Київ)                | 1,82%        | 7 з 22       |
| Вейдер Дарт Володимирович | 5 серпня 1981    | освіта загальна середня, безробітний, безпартійний, киянин                                                                      | Парламентські вибори в Україні 2014, самовисування, ОВК № 218 (Київ)                | 2,30%        | 8 з 14       |
| Вейдер Дарт Володимирович | 21 січня 1984    | освіта загальна середня, безробітний, безпартійний, киянин                                                                      | Парламентські вибори в Україні 2014, самовисування, ОВК № 216 (Київ)                | 1,84%        | 8 з 28       |
| Вейдер Дарт Володимирович | 17 липня 1984    | освіта загальна середня, безробітний, безпартійний, киянин                                                                      | Парламентські вибори в Україні 2014, самовисування, ОВК № 219 (Київ)                | відмовився   | відмовився   |
| Вейдер Дарт Володимирович | 8 серпня 1990    | освіта загальна середня, безробітний, член «Інтернет партії України», киянин                                                    | Парламентські вибори в Україні 2014, «Інтернет партія України», ОВК № 217 (Київ)    | 1,47%        | 9 з 28       |
| Вейдер Дарт Володимирович | 8 серпня 1990    | освіта загальна середня, безробітний, член «Блоку Дарта Вейдера», киянин                                                        | Вибори Миколаївського міського голови 2015, «Блок Дарта Вейдера»                    | 1,11%        | 10 з 18      |
| Вейдер Дарт Володимирович | 19 червня 1991   | освіта вища, безробітний, безпартійний, киянин                                                                                  | Парламентські вибори в Україні 2014, «Інтернет партія України», ОВК № 223 (Київ)    | 2,38%        | 8 з 30       |
| Вейдер Дарт Володимирович | 19 червня 1991   | освіта професійно-технічна, безробітний, член «Блоку Дарта Вейдера», киянин                                                     | Вибори Херсонського міського голови 2015, «Блок Дарта Вейдера»                      | 0,96%        | 15 з 19      |
| Вейдер Дарт Іванович      | 18 березня 1980  | освіта загальна середня, безробітний, безпартійний, киянин                                                                      | Вибори до Одеської обласної ради 2015, «Блок Дарта Вейдера», округ 45               | 2,16%        | 12 з 16      |
| Вейдер Дарт Леонідович    | 16 червня 1990   | освіта загальна середня, безробітний, безпартійний, киянин                                                                      | Парламентські вибори в Україні 2014, «Інтернет партія України», ОВК № 134 (Одеса)   | відмовився   | відмовився   |
| Вейдер Дарт Леонідович    | 16 червня 1990   | освіта загальна середня, безробітний, член «Блоку Дарта Вейдера», киянин                                                        | Вибори Київського міського голови 2015, «Блок Дарта Вейдера»                        | 0,62%        | 15 з 28      |
| Вейдер Дарт Леонідович    | 16 червня 1990   | освіта загальна середня, безробітний, член «Блоку Дарта Вейдера», киянин                                                        | Вибори до Київської міської ради 2015, перший номер списку «Блоку Дарта Вейдера»    | 0,66%        | 16 з 40      |
| Вейдер Дарт Миколайович   | 20 липня 1982    | освіта загальна середня, заступник директора ТОВ «Темна сторона сили», член Політичної партії «Інтернет партія України», одесит | Вибори Одеського міського голови 2014, «Інтернет партія України»                    | 3,92%        | 5 з 20       |
| Вейдер Дарт Миколайович   | 20 липня 1982    | освіта загальна середня, заступник директора ТОВ «Темна сторона сили», член Політичної партії «Інтернет партія України», одесит | Парламентські вибори в Україні 2014, «Інтернет партія України», ОВК № 135 (Одеса)   | відмовився   | відмовився   |
| Вейдер Дарт Миколайович   | 20 липня 1982    | освіта загальна середня, заступник директора ТОВ «Темна сторона сили», член «Блоку Дарта Вейдера», одесит                       | Вибори Одеського міського голови 2015, «Блок Дарта Вейдера»                         | 1,83%        | 6 з 42       |
| Вейдер Дарт Миколайович   | 20 липня 1982    | освіта вища, оператор допомоги ГО «Мото Хелс», безпартійний, одесит                                                             | Вибори Одеського міського голови 2020, «Блок Дарта Вейдера»                         | 0,47%        | 13 з 23      |
| Вейдер Дарт Михайлович    | 2 липня 1980     | освіта вища, безробітний, безпартійний, киянин                                                                                  | Парламентські вибори в Україні 2014, «Інтернет партія України», ОВК № 215 (Київ)    | 2,17%        | 9 з 24       |
| Вейдер Дарт Олегович      | 18 лютого 1991   | освіта вища, безробітний, член «Інтернет партії України», киянин                                                                | Парламентські вибори в Україні 2014, «Інтернет партія України», ОВК № 222 (Київ)    | 3,96%        | 6 з 14       |
| Вейдер Дарт Олегович      | 18 лютого 1991   | освіта вища, безробітний, член «Блоку Дарта Вейдера», киянин                                                                    | Вибори до Харківської обласної ради 2015, перший номер списку «Блоку Дарта Вейдера» | 0,98%        | 12 з 15      |
| Вейдер Дарт Олегович      | 18 лютого 1991   | освіта вища, безробітний, член «Блоку Дарта Вейдера», киянин                                                                    | Вибори Харківського міського голови 2015, «Блок Дарта Вейдера»                      | 0,97%        | 8 з 11       |
| Вейдер Дарт Олександрівна | 3 серпня 1994    | освіта професійно-технічна, безробітна, безпартійна, одеситка                                                                   | Вибори до Одеської обласної ради 2015, перший номер списку «Блоку Дарта Вейдера»    | 2,16%        | 12 з 16      |
| Вейдер Дарт Олексійович   | 10 січня 1956    | освіта середня, електромонтер у Національному університеті харчових технологій, член «Інтернет партії України», киянин          | Вибори Президента України 2014, «Інтернет партія України»                           | не допущений | не допущений |
| Вейдер Дарт Павлович      | 29 жовтня 1981   | освіта загальна середня, безробітний, безпартійний, киянин                                                                      | Парламентські вибори в Україні 2014, самовисування, ОВК № 214 (Київ)                | 2,23%        | 11 з 18      |
| Вейдер Дарт Станіславович | 29 жовтня 1981   | освіта середня спеціальна, безробітний, безпартійний, киянин                                                                    | Парламентські вибори в Україні 2014, самовисування, ОВК № 211 (Київ)                | 1,99%        | 8 з 22       |
| Вейдер Дарт Юрійович      | 22 вересня 1994  | освіта професійно-технічна, безпартійний, безпартійний, одесит                                                                  | Вибори до Одеської обласної ради 2015, «Блок Дарта Вейдера», округ 13               | 2,16%        | 12 з 16      |